# Лајсански рилаш
Лајсански рилаш (лат. Oodemas laysanensis, енгл. Laysan weevil) је инсект из реда тврдокрилаца (Coleoptera) и породице рилаши, сурлаши или пипе (Curculionidae). 

## Распрострањење
Пре изумирања, само острво Лајсан у САД.

## Станиште
Лајсански рилаш је имала станиште на копну.

## Угроженост
Ова врста је наведена као изумрла, што значи да нису познати живи примерци.